# Canção do Exílio
"Canção do Exílio" é um poema romântico do escritor brasileiro Gonçalves Dias (1823–1864). A composição foi criada em julho de 1843, quando o autor se encontrava estudando direito na Universidade de Coimbra, em Portugal, ressaltando no poema o patriotismo e o saudosismo em relação à sua terra natal, o Brasil. Introduzida na obra lírica Primeiros cantos, de 1846, foi produzida no primeiro momento do Romantismo no Brasil, época na qual se vivia uma forte onda de nacionalismo, que se devia ao recente rompimento do Brasil colônia com Portugal. O poeta trata, neste sentido, de demonstrar aversão aos valores portugueses e ressaltar os valores naturais do Brasil.
Há uma presença de dêixis espacial, quanto aos dêiticos com referência aos elementos lugares citados no texto: ''aqui'' (Portugal) e ''minha terra''  ou ''lá'' (Brasil, mais especificamente sua terra natal: o Maranhão, cuja ave-símbolo é o Sabiá-da-praia — Mimus gilvus —  e onde se encontra a Mata dos Cocais — vegetação transicional entre o Cerrado, a Floresta Amazônica e a Caatinga, rica em espécies de palmeiras).
Apesar de ser um texto de profunda glorificação à pátria, o poema possui total ausência de adjetivos qualificativos. São os advérbios "lá", "cá", "aqui" que localizam o Brasil geograficamente no poema. Formalmente, o poema apresenta redondilhas maiores (sete sílabas em cada verso) e rimas oxítonas (lá, cá sabiá), com a exceção da segunda estrofe.
O poema foi reciclado no Hino Nacional Brasileiro (no trecho "Nossos bosques têm mais vida; Nossa vida (em teu seio) mais amores", do segundo parágrafo da segunda parte) e na Canção do Expedicionário (no trecho "Por mais terras que eu percorra, não permita Deus que eu morra; Sem que volte para lá", da segunda estrofe).

## O poema - Canção do Exílio
Minha terra tem palmeiras,
Onde canta o Sabiá;
As aves, que aqui gorjeiam,
Não gorjeiam como lá.
Nosso céu tem mais estrelas,
Nossas várzeas têm mais flores,
Nossos bosques têm mais vida,
Nossa vida mais amores.
Em cismar – sozinho – à noite –
Mais prazer encontro eu lá;
Minha terra tem palmeiras;
Onde canta o Sabiá.
Minha terra tem primores,
Que tais não encontro eu cá;
Em cismar – sozinho – à noite –
Mais prazer encontro eu lá;
Minha terra tem palmeiras,
Onde canta o Sabiá.
Não permita Deus que eu morra,
Sem que eu volte para lá;
Sem que eu desfrute os primores
Que não encontro por cá;
Sem qu'inda aviste as palmeiras,
Onde canta o Sabiá.